# Daniel Adler
Daniel Adler (* 16. April 1958 in Rio de Janeiro) ist ein ehemaliger brasilianischer Segler.

## Erfolge
Daniel Adler nahm in der Bootsklasse Soling an den Olympischen Spielen 1984 in Los Angeles teil. Gemeinsam mit Ronaldo Senfft war er Crewmitglied von Rudergänger Torben Grael und gewann mit diesen die Silbermedaille, als sie dank 43,4 Punkten hinter dem US-amerikanischen und vor dem kanadischen Boot Zweite wurden. Im Jahr darauf sicherte er sich in Sarnia mit Adler und Grael bei den Weltmeisterschaften ebenfalls Silber. 1988 in Seoul und 1992 in Barcelona startete er ebenfalls bei den olympischen Regatten im Soling und kam 1988 nach einem fünften Platz vier Jahre später nicht über den 13. Platz hinaus.
Sein Vater Harry Adler war ebenso olympischer Segler wie auch sein Bruder Alan Adler.